# Heraclia thruppi
Heraclia thruppi là một loài bướm đêm trong họ Noctuidae.